# Saudação de água

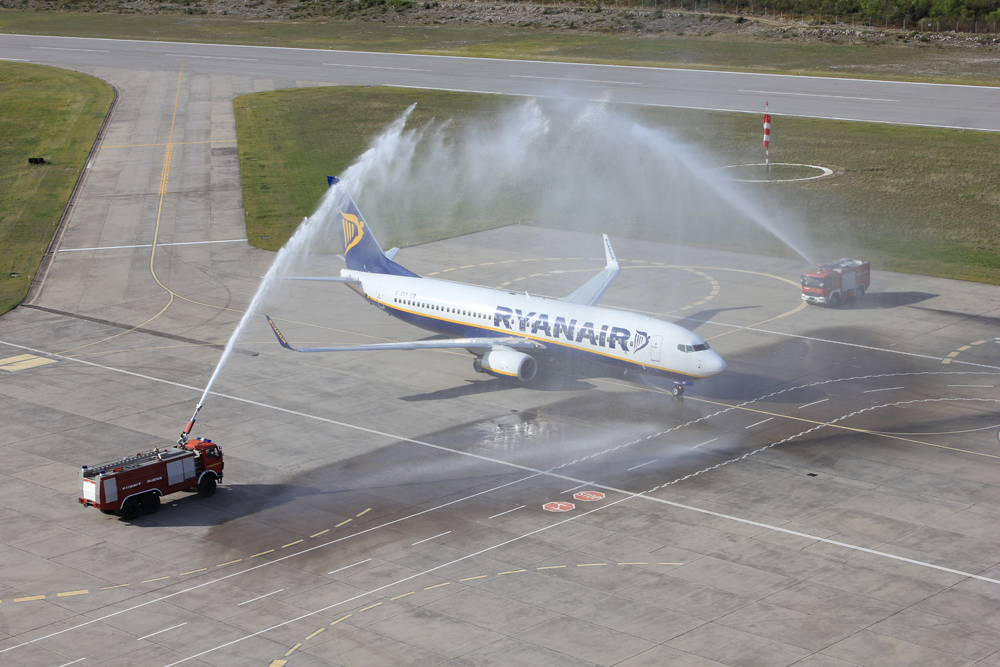
Saudação na água pelo primeiro voo da Ryanair para o Aeroporto de Rijeka

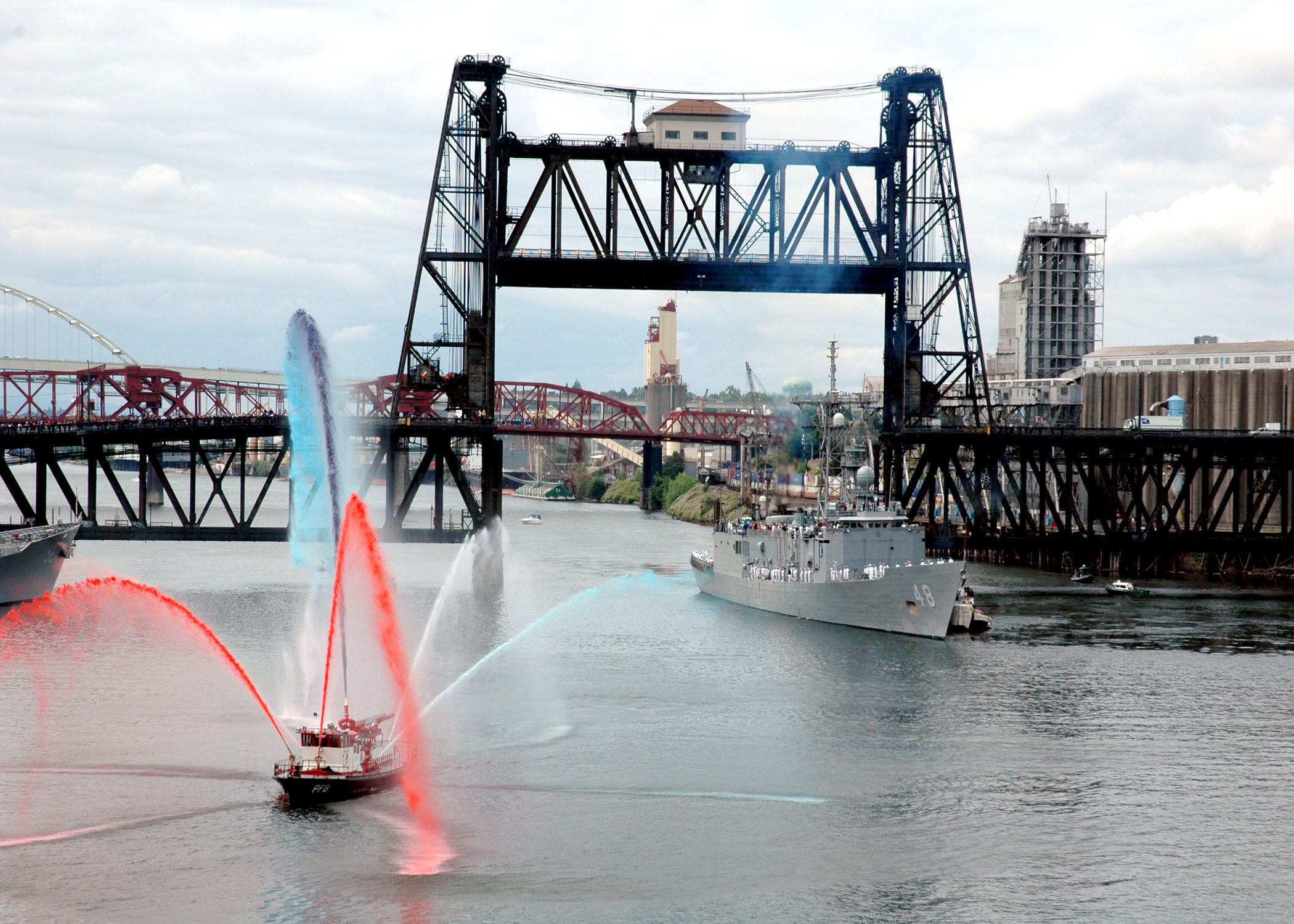
Um navio-bombeiro faz uma saudação de água ao USS Vandegrift (FFG-48) pela Steel Bridge em Portland, Oregon

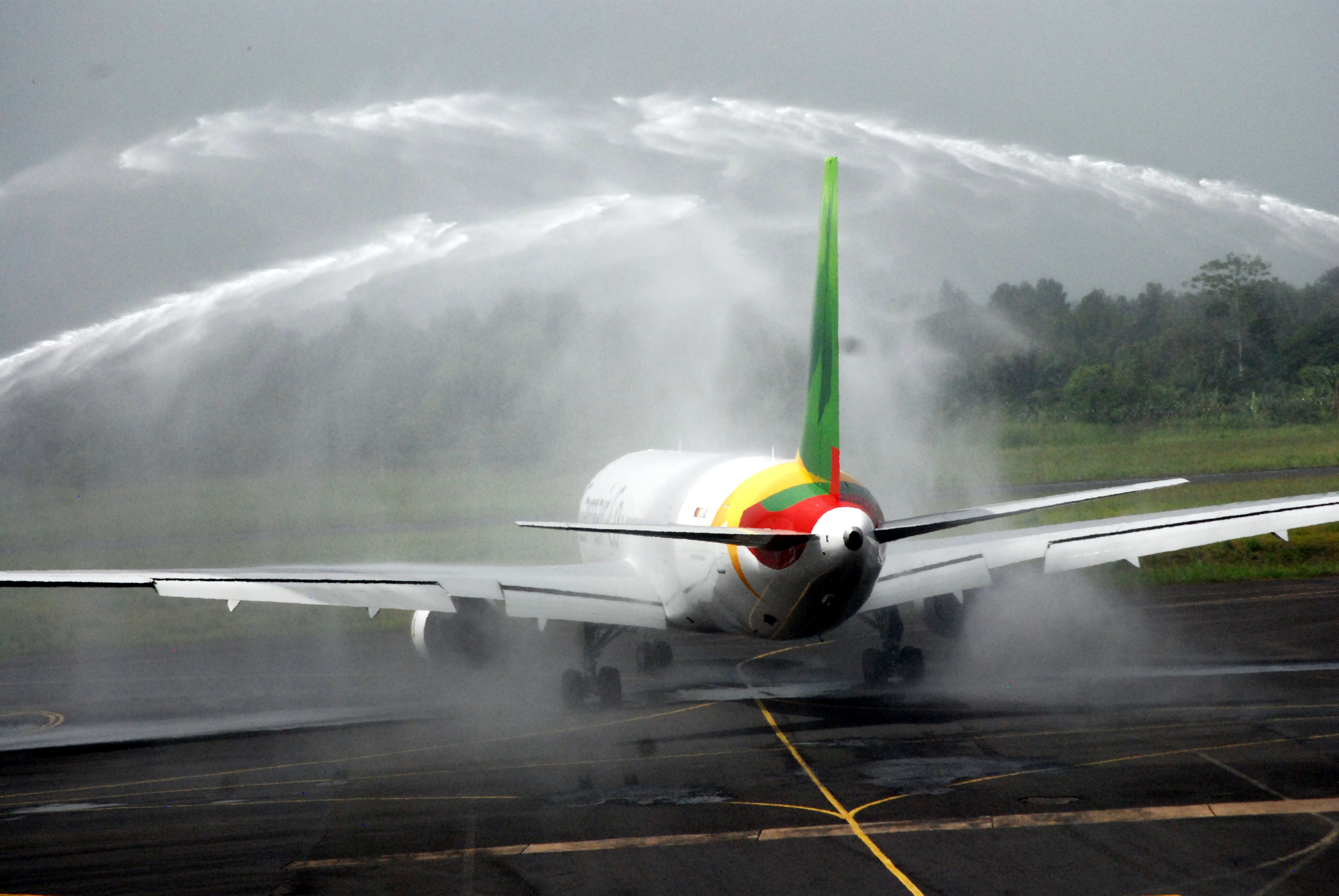
Saudação de água pelo voo inaugural de um Boeing 767 Camair-Co no Aeroporto Internacional de Douala

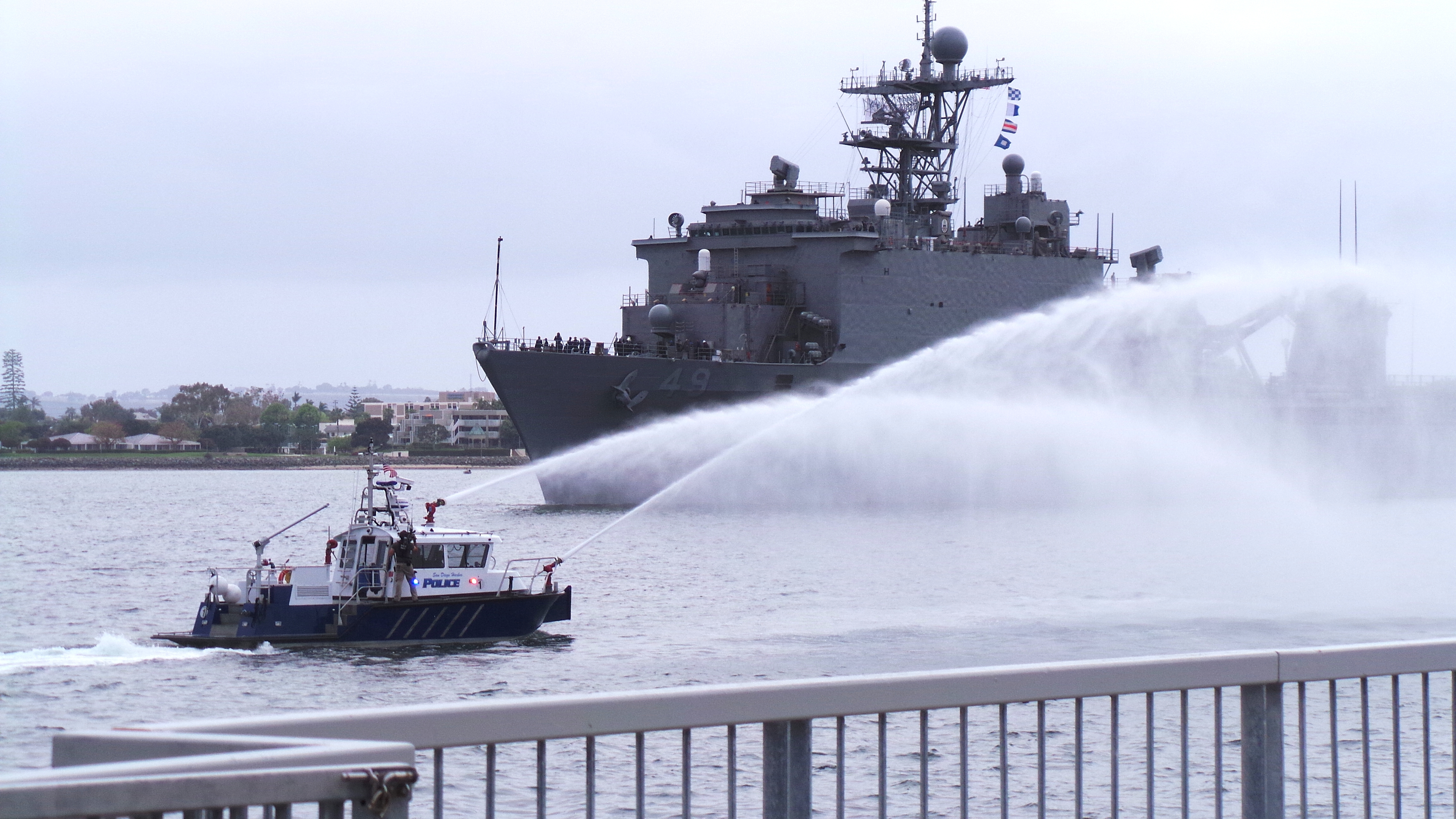
Um navio da Harbor Police Firestorm saúda o USS Harpers Ferry (LSD-49) na Baía de San Diego

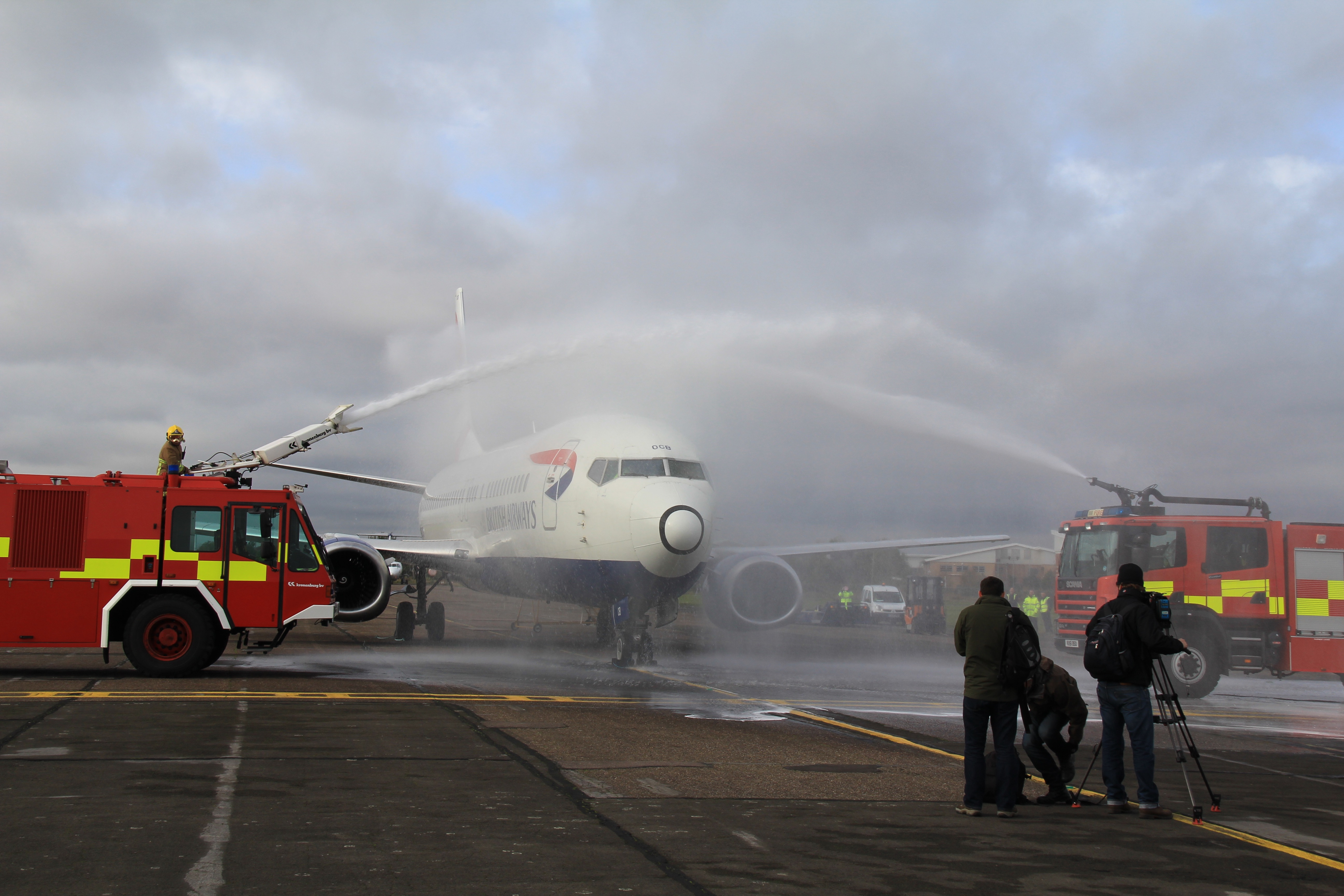
G-DOCB, um Boeing 737-400 doado, recebe uma saudação de água depois de chegar à Universidade de Cranfield para preservação

Uma saudação de água (em inglês: water salute) ocorre para fins cerimoniais quando uma aeronave ou uma embarcação viaja sob plumas de água que são expelidas por um ou mais veículos de combate a incêndio.

## Origem
Embora as origens da tradição não sejam claras, muitos acreditam que ela provém da indústria naval. Antes das viagens comerciais aéreas, as pessoas viajavam pelo mundo em transatlânticos. Antes da primeira viagem marítima, estes navios seriam inaugurados com um arco de água festivo criado por navios-bombeiros e rebocadores antes de partirem para águas abertas. O mesmo ritual seria repetido no primeiro porto de escala do navio. Uma vez que as viagens aéreas e marítimas estão intimamente ligadas, há possibilidade da saudação da água derivar desta tradição náutica.
A primeira homenagem desse tipo na indústria da aviação não é conhecida com precisão. No entanto, a saudação de água começou a ser uma prática comum nos anos 90, quando o Aeroporto Internacional de Salt Lake City começou a saudar os pilotos da Delta Air Lines. As saudações dos canhões de água rapidamente se tornaram uma tradição.

## Uso
Em um aeroporto, normalmente um número par de veículos se alinha perpendicularmente nas laterais da taxiway ou do pátio, e as plumas de água formam um arco grande em cima do avião, à medida que ele vai taxiando até o seu portão. Durante cada saudação de água, os bombeiros certificam-se de que há água suficiente nos tanques caso precisem realmente dos seus canhões de água para apagar um incêndio. Embora existam protocolos e diretrizes não escritas, não existem regras rígidas e rápidas em torno das saudações de canhão de água. Ao contrário da saudação Delta na década de 1990, as saudações de canhão de água não são mais eventos impulsivos ad hoc. Elas tem que ser solicitadas e aprovadas. Cada aeroporto tem regras e condições diferentes a respeito delas.
Saudações de água são usadas para marcar a aposentadoria de um piloto veterano ou controlador de tráfego aéreo, o primeiro ou último voo de uma companhia aérea para um aeroporto, o primeiro ou último voo de um tipo de aeronave ou outros eventos notáveis.
As saudações de água também são usadas para navios e outras embarcações, com a água sendo entregue por barcos bombeiros e rebocadores. Isso geralmente é feito para a primeira ou última visita ou aposentadoria de um capitão veterano, o primeiro ou último viagem de um navio, a visita de um navio de guerra ou outras ocasiões cerimoniais.
Alguns compararam os arcos de água com os arcos de árvores que são usados em casamentos, enquanto outros estabeleceram comparações com os arcos de sabre vistos nos casamentos militares. Essencialmente, como a maioria das saudações, a saudação de canhão de água é um sinal de respeito, honra e gratidão.

## Saudações notáveis
Em 24 de outubro de 2003, para o último voo comercial do Concorde, uma saudação de água formada por plumas de cor azul, branca e vermelha foi realizada no Aeroporto Internacional John F. Kennedy em Nova Iorque.
Em 2006, um membro da equipe de bombeiros do Aeroporto Internacional Washington Dulles decidiu usar espuma em vez de água sobre um Boeing 777-200. A aeronave teve que ser temporariamente retirada de serviço e inspecionada para receber um grande tratamento anticorrosão contra os efeitos da espuma.
Em 10 de novembro de 2016, o presidente dos Estados Unidos Donald Trump recebeu uma saudação de água em sua primeira partida após vencer a eleição presidencial em 2016, partindo do Aeroporto LaGuardia. Naquela época Trump teve que voar no seu próprio Boeing 757 em vez do Força Aérea Um. O gesto do LaGuardia foi amplamente notado porque  Trump tinha recentemente mencionado o LaGuardia ao descrever os aeroportos do seu país como de "terceiro mundo".
Em 27 de fevereiro de 2018, durante a FIFA World Cup Trophy Tour, uma saudação de água foi feita em Nairóbi para o avião que levou o troféu (que viajou por 91 cidades em 51 países e seis continentes), causando um escândalo devido à escassez de água na Etiópia.
Em 2019, um Airbus A320 vindo de Jeddah foi danificado por uma salva de canhões de água depois de ter aterrado em Dubai. A saudação era para comemorar o Dia Nacional da Arábia Saudita. Enquanto a saudação era planejada, esqueceram-se de dizer aos pilotos. Quando o avião estava taxiando, os bombeiros começaram a aspergir plumas de água sobre o avião. Mas a pressão de água de um dos carros de bombeiros foi muito forte. Ao atingir o avião, provocou a abertura de uma das escotilhas de saída de emergência do avião, ferindo o passageiro sentado ao lado da saída.